# Alma Rubens
Alma Rubens, née le 19 février 1897 à San Francisco et morte le 22 janvier 1931 à Los Angeles, est une actrice américaine de l'époque du cinéma muet.

## Biographie
Alma Genevieve Reubens est découverte lorsqu'elle remplace à 19 ans une actrice malade dans une comédie musicale et tourne dès 1916 dans un des rôles principaux de Terrible adversaire. La même année, elle obtient un succès auprès de la critique dans Le Métis (The Half-Breed) avec Douglas Fairbanks.
Elle tourne ensuite dans plusieurs films à succès les années suivantes mais, à partir de 1925, ses problèmes de dépendance à l'héroïne la font disparaître peu à peu des écrans. À la fin des années 1920, elle joue sur scène à Hollywood, puis à New-York. Revenue en Californie, affaiblie par la drogue, elle meurt de pneumonie en 1931.

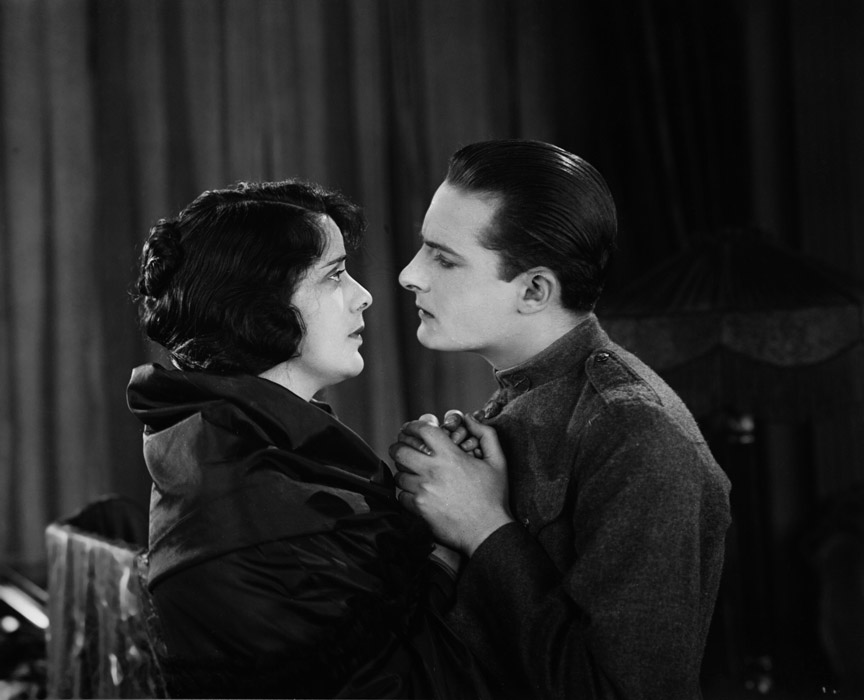
Avec Gaston Glass dans Humoresque (1920).

## Filmographie

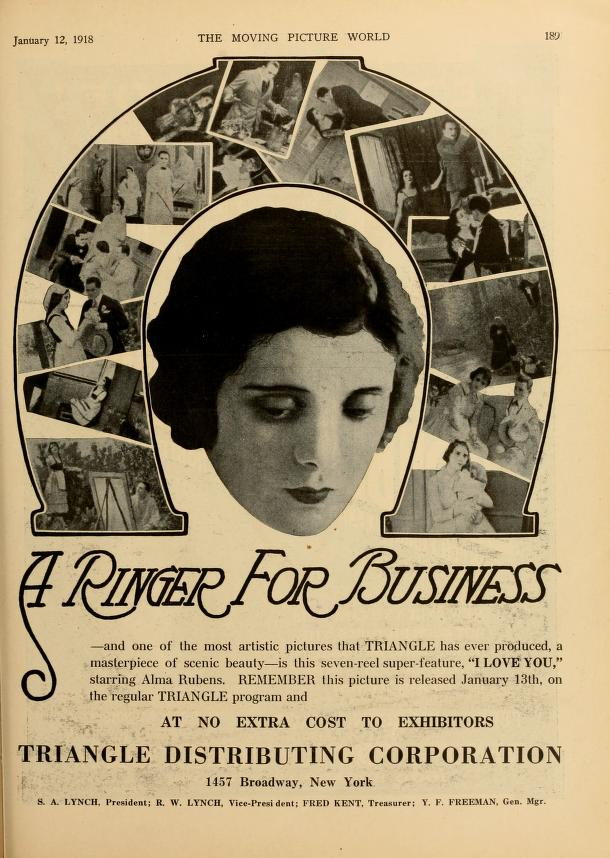
I Love You (1918).

### Sous le nom «Alma Ruben»
- 1915 : The Lorelei Madonna de Rollin S. Sturgeon : Alma, la madone de la Lorelei
- 1915 : A Woman's Wiles : Lucile Bergere
- 1917 : Master of His Home de Walter Edwards : Millicent Drake

### Sous le nom «Alma Reuben»
- 1916 : Le Métis (The Half-Breed) de Allan Dwan : Teresa

### Sous le nom «Alma Reubens»
- 1916 : The Children Pay de Lloyd Ingraham : Editha, la belle-mère
- 1916 : Terrible adversaire (Reggie Mixes in) de Christy Cabanne : Lemona Reighley
- 1917 : Truthful Tulliver de William S. Hart : Grace Burton
- 1917 : L'Américain (The Americano) de John Emerson : Juana de Castalar

### Sous le nom «Alma Rueben»
- 1917 : The Firefly of Tough Luck de E. Mason Hopper : Firefly
- 1917 : A Woman's Awakening de Chester Withey : Cousine Kate

### Sous le nom «Alma Rubens»
- 1915 : Naissance d'une nation (The Birth of a Nation) de D. W. Griffith : Belle de 1861 - non créditée
- 1916 : Intolérance de D. W. Griffith : Fille au marché du mariage (épisode Babylone) - non créditée
- 1916 : Le Mystère du poisson volant (The Mystery of the Leaping Fish) de Christy Cabanne et John Emerson
- 1917 : The Cold Deck de William S. Hart : Coralie
- 1917 : The Regenerates de E. Mason Hopper : Catherine Ten Eyck
- 1917 : The Gown of Destiny de Lynn Reynolds : Natalie Drew
- 1918 : The Answer de E. Mason Hopper : Lorraine Van Allen
- 1918 : False Ambition de Gilbert P. Hamilton : Judith / Zariska
- 1918 : The Ghost Flower de Frank Borzage : Giulia
- 1918 : Passiflore (I Love You) de Walter Edwards : Felice
- 1918 : The Love Brokers de E. Mason Hopper: Charlotte Carter
- 1918 : Madame Sphinx de Thomas N. Heffron : Celeste
- 1918 : The Painted Lily de Thomas N. Heffron : Mary Fanjoy
- 1919 : Diane of the Green Van de Wallace Worsley : Diane Westfall
- 1919 : A Man's Country de Henry Kolker : Kate Carewe
- 1919 : The Fall of Babylon de D. W. Griffith
- 1919 : Restless Souls (en) de William C. Dowlan : Marion Gregory
- 1920 : Humoresque de Frank Borzage : Gina Berg (Minnie Ginsberg)
- 1920 : Thoughtless Women de Daniel Carson Goodman : Annie Marnet
- 1920 : The World and His Wife de Robert G. Vignola : Teodora
- 1922 : Find the Woman de Tom Terriss : Sophie Carey
- 1922 : Le Mystère de la Vallée Blanche (The Valley of Silent Men) de Frank Borzage : Marette Radison
- 1923 : Les Ennemis de la femme (The Enemies of Women) d'Alan Crosland : Alicia
- 1923 : Sous la robe rouge (Under the Red Robe) d'Alan Crosland : Renée de Cocheforet
- 1924 : Cytherea de George Fitzmaurice : Savina Grove
- 1924 : Gerald Cranston's Lady d'Emmett J. Flynn : Hermione, Lady Gerald Cranston
- 1924 : Is Love Everything? de Christy Cabanne : Virginia Carter
- 1924 : The Price She Paid de Henry MacRae : Mildred Gower
- 1924 : The Rejected Woman d'Albert Parker : Diane Du Prez
- 1924 : Week End Husbands d'Edward H. Griffith : Barbara Belden
- 1925 : Dansons ! (The Dancers) d'Emmett J. Flynn : Maxine
- 1925 : East Lynne d'Emmett J. Flynn : Lady Isabel
- 1925 : Fine Clothes de John M. Stahl : Paula
- 1925 : She Wolves de Maurice Elvey : Germaine D'Artois
- 1925 : The Winding Stair de John Griffith Wray : Marguerite
- 1925 : A Woman's Faith d'Edward Laemmle : Renée Caron
- 1926 : The Gilded Butterfly de John Griffith Wray : Linda Haverhill
- 1926 : Marriage License? de Frank Borzage : Wanda Heriot
- 1926 : Sibérie de Victor Schertzinger : Sonia Vronsky
- 1927 : The Heart of Salome de Victor Schertzinger : Helene
- 1928 : Les Masques de Satan (The Masks of the Devil) de Victor Sjöström: Comtesse Zellner
- 1929 : Show Boat de Harry A. Pollard : Julie Dozier
- 1929 : Elle s'en va-t-en guerre (She Goes to War) de Henry King : Rosie